# Noccaea jankae
Noccaea jankae är en korsblommig växtart som först beskrevs av Anton Joseph Kerner, och fick sitt nu gällande namn av Friedrich Karl Meyer. Noccaea jankae ingår i släktet backskärvfrön, och familjen korsblommiga växter. IUCN kategoriserar arten globalt som nära hotad. Inga underarter finns listade i Catalogue of Life.